# 마하이코니
마하이코니(영어: Mahaicony)는 가이아나의 도시이다. 인구는 2,000명이다. 어업과 농업, 수렵업이 주요 산업이다. 주민 대부분이 이 산업들로 생계를 유지하고 있다. 가뭄과 홍수가 잦아 이 도시의 주요 산업들이 영향을 많이 받는 편이다.